# بالدوين لونسديل
بالدوين لونسديل (بالإنجليزية: Baldwin Lonsdale)‏‏ (1950 - 16 يونيو 2017) هو سياسي ورئيس جمهورية فانواتو وقس أنجليكاني. خلف فيليب بويدورو القائم بأعمال الرئيس بعد مغادرة الرئيس يولو أبيل لمنصب الرئاسة.
عمل قس أنجليكاني ثم محافظاً لتوربا في جزيرة موتا لافا قبل أن يصبح رئيساً في 22 سبتمبر 2014 حتى وفاته في 16 يونيو 2017.